# Liga Światowa w Piłce Siatkowej 2002
13. edycja Ligi Światowej siatkarzy odbyła się w dniach 27 czerwca - 18 sierpnia 2002 roku. W fazie interkontynentalnej wzięło udział 16 zespołów z całego świata. Turniej finałowy, który rozegrano w Belo Horizonte, wzięło udział 8 drużyn.

## Uczestnicy
| Grupa A                                      | Grupa B                                  | Grupa C                            | Grupa D                                   |
| -------------------------------------------- | ---------------------------------------- | ---------------------------------- | ----------------------------------------- |
| - Brazylia - Argentyna - Polska - Portugalia | - Hiszpania - Włochy - Chiny - Wenezuela | - Rosja - Holandia - Kuba - Niemcy | - Francja - Jugosławia - Grecja - Japonia |

## Faza interkontynentalna

### Grupa A
Tabela
| Lp. | Drużyna    | Pkt | Mecze | Mecze | Mecze | Sety | Sety | Sety  | Małe punkty | Małe punkty | Małe punkty |
| Lp. | Drużyna    | Pkt | M     | W     | P     | wyg. | prz. | ratio | zdob.       | str.        | ratio       |
| --- | ---------- | --- | ----- | ----- | ----- | ---- | ---- | ----- | ----------- | ----------- | ----------- |
| 1   | Brazylia   | 21  | 12    | 9     | 3     | 31   | 14   | 2.214 | 1059        | 926         | 1.144       |
| 2   | Polska     | 20  | 12    | 8     | 4     | 28   | 21   | 1.333 | 1141        | 1116        | 1.022       |
| 3   | Argentyna  | 16  | 12    | 4     | 8     | 19   | 26   | 0.731 | 1004        | 1040        | 0.965       |
| 4   | Portugalia | 15  | 12    | 3     | 9     | 15   | 32   | 0.469 | 976         | 1098        | 0.889       |

Źródło: FIVB (ang.)
Zasady ustalania kolejności: 1. liczba zdobytych punktów; 2. wyższy stosunek setów; 3. wyższy stosunek małych punktów.
Punktacja: zwycięstwo – 2 pkt; porażka – 1 pkt
     Awans do turnieju finałowego
     Gospodarz turnieju finałowego
Wyniki spotkań
| 1. KOLEJKA |
| ---------- |

Miejsce spotkań: Ginásio Nilson Nelson, Brasília / Multiusos de Guimarães, Guimarães
| Data       | Godz. | Drużyna 1  | Wynik | Drużyna 2 | 1     | 2     | 3     | 4     | 5     | Razem   | Czas | Widzów | *      |
| ---------- | ----- | ---------- | ----- | --------- | ----- | ----- | ----- | ----- | ----- | ------- | ---- | ------ | ------ |
| 28.06.2002 | 15:30 | Brazylia   | 3:1   | Argentyna | 23:25 | 25:17 | 25:23 | 25:20 |       | 98:85   | 1:50 | 12500  | raport |
| 29.06.2002 | 10:00 | Brazylia   | 3:0   | Argentyna | 25:21 | 25:21 | 25:19 |       |       | 75:61   | 1:11 | 14190  | raport |
| 29.06.2002 | 18:00 | Portugalia | 3:2   | Polska    | 21:25 | 25:19 | 28:30 | 25:21 | 15:11 | 114:106 | 2:23 | 1500   | raport |
| 30.06.2002 | 18:00 | Portugalia | 2:3   | Polska    | 25:22 | 25:23 | 17:25 | 22:25 | 15:17 | 104:112 | 2:08 | 1750   | raport |

| 2. KOLEJKA |
| ---------- |

Miejsce spotkań: Pavilhão Rosa Mota, Porto / Estadio Aldo Cantoni, San Juan
| Data       | Godz. | Drużyna 1  | Wynik | Drużyna 2 | 1     | 2     | 3     | 4 | 5 | Razem | Czas | Widzów | *      |
| ---------- | ----- | ---------- | ----- | --------- | ----- | ----- | ----- | - | - | ----- | ---- | ------ | ------ |
| 06.07.2002 | 18:00 | Portugalia | 0:3   | Brazylia  | 16:25 | 24:26 | 22:25 |   |   | 62:76 | 1:20 | 4250   | raport |
| 07.07.2002 | 18:00 | Portugalia | 0:3   | Brazylia  | 17:25 | 17:25 | 17:25 |   |   | 51:75 | 1:10 | 4100   | raport |
| 06.07.2002 | 20:15 | Argentyna  | 3:0   | Polska    | 25:22 | 36:34 | 25:19 |   |   | 86:75 | 1:33 | 10200  | raport |
| 07.07.2002 | 18:00 | Argentyna  | 3:0   | Polska    | 25:23 | 33:31 | 25:21 |   |   | 83:75 | 1:32 | 8900   | raport |

| 3. KOLEJKA |
| ---------- |

Miejsce spotkań: Goiânia Arena, Goiânia / Pavilhão Atlântico, Lizbona
| Data       | Godz. | Drużyna 1  | Wynik | Drużyna 2 | 1     | 2     | 3     | 4     | 5     | Razem   | Czas | Widzów | *      |
| ---------- | ----- | ---------- | ----- | --------- | ----- | ----- | ----- | ----- | ----- | ------- | ---- | ------ | ------ |
| 12.07.2002 | 15:30 | Brazylia   | 0:3   | Polska    | 21:25 | 22:25 | 25:27 |       |       | 68:77   | 1:26 | 9800   | raport |
| 13.07.2002 | 10:00 | Brazylia   | 3:2   | Polska    | 30:28 | 22:25 | 21:25 | 25:10 | 15:9  | 113:97  | 2:11 | 10600  | raport |
| 13.07.2002 | 17:50 | Portugalia | 3:1   | Argentyna | 19:25 | 25:23 | 25:22 | 25:23 |       | 94:93   | 1:51 | 1330   | raport |
| 14.07.2002 | 17:50 | Portugalia | 3:2   | Argentyna | 25:21 | 14:25 | 22:25 | 25:18 | 15:11 | 101:100 | 2:07 | 1280   | raport |

| 4. KOLEJKA |
| ---------- |

Miejsce spotkań: Ginásio Poliesportivo Ronaldo Cunha Lima, João Pessoa / Hala Sportowa MOSiR, Łódź
| Data       | Godz. | Drużyna 1 | Wynik | Drużyna 2  | 1     | 2     | 3     | 4     | 5 | Razem | Czas | Widzów | *      |
| ---------- | ----- | --------- | ----- | ---------- | ----- | ----- | ----- | ----- | - | ----- | ---- | ------ | ------ |
| 19.07.2002 | 15:30 | Brazylia  | 3:0   | Portugalia | 25:23 | 25:15 | 25:17 |       |   | 75:55 | 1:13 | 8000   | raport |
| 20.07.2002 | 10:00 | Brazylia  | 3:0   | Portugalia | 25:14 | 25:16 | 25:17 |       |   | 75:47 | 1:13 | 8000   | raport |
| 19.07.2002 | 19:00 | Polska    | 3:1   | Argentyna  | 23:25 | 25:22 | 25:20 | 25:18 |   | 98:85 | 1:53 | 8750   | raport |
| 20.07.2002 | 15:00 | Polska    | 3:0   | Argentyna  | 25:13 | 27:25 | 25:20 |       |   | 77:58 | 1:21 | 8100   | raport |

| 5. KOLEJKA |
| ---------- |

Miejsce spotkań: Spodek, Katowice / Estadio Luna Park, Buenos Aires
| Data       | Godz. | Drużyna 1 | Wynik | Drużyna 2  | 1     | 2     | 3     | 4     | 5     | Razem   | Czas | Widzów | *      |
| ---------- | ----- | --------- | ----- | ---------- | ----- | ----- | ----- | ----- | ----- | ------- | ---- | ------ | ------ |
| 26.07.2002 | 19:00 | Polska    | 3:2   | Brazylia   | 25:23 | 20:25 | 22:25 | 25:23 | 15:13 | 107:109 | 2:16 | 11500  | raport |
| 27.07.2002 | 15:00 | Polska    | 3:2   | Brazylia   | 25:22 | 23:25 | 27:25 | 21:25 | 15:12 | 111:109 | 2:16 | 11500  | raport |
| 27.07.2002 | 18:00 | Argentyna | 3:0   | Portugalia | 25:18 | 25:20 | 25:18 |       |       | 75:56   | 1:25 | 9400   | raport |
| 28.07.2002 | 17:00 | Argentyna | 3:2   | Portugalia | 25:19 | 26:24 | 21:25 | 18:25 | 15:12 | 105:105 | 2:12 | 8550   | raport |

| 6. KOLEJKA |
| ---------- |

Miejsce spotkań: Hala Stulecia, Wrocław / Estadio Cubierto Claudio Newell, Rosario
| Data       | Godz. | Drużyna 1 | Wynik | Drużyna 2  | 1     | 2     | 3     | 4     | 5     | Razem   | Czas | Widzów | *      |
| ---------- | ----- | --------- | ----- | ---------- | ----- | ----- | ----- | ----- | ----- | ------- | ---- | ------ | ------ |
| 02.08.2002 | 19:00 | Polska    | 3:1   | Portugalia | 26:28 | 25:21 | 25:20 | 25:22 |       | 101:91  | 2:01 | 8700   | raport |
| 03.08.2002 | 15:00 | Polska    | 3:1   | Portugalia | 35:33 | 25:15 | 20:25 | 25:23 |       | 105:96  | 1:57 | 8700   | raport |
| 02.08.2002 | 21:00 | Argentyna | 2:3   | Brazylia   | 25:17 | 19:25 | 20:25 | 27:25 | 13:15 | 104:107 | 2:13 | 9315   | raport |
| 03.08.2002 | 16:00 | Argentyna | 0:3   | Brazylia   | 27:29 | 22:25 | 20:25 |       |       | 69:79   | 1:28 | 9000   | raport |

### Grupa B
Tabela
| Lp. | Drużyna   | Pkt | Mecze | Mecze | Mecze | Sety | Sety | Sety  | Małe punkty | Małe punkty | Małe punkty |
| Lp. | Drużyna   | Pkt | M     | W     | P     | wyg. | prz. | ratio | zdob.       | str.        | ratio       |
| --- | --------- | --- | ----- | ----- | ----- | ---- | ---- | ----- | ----------- | ----------- | ----------- |
| 1   | Włochy    | 23  | 12    | 11    | 1     | 33   | 10   | 3.300 | 1044        | 908         | 1.150       |
| 2   | Hiszpania | 20  | 12    | 8     | 4     | 26   | 18   | 1.444 | 1002        | 1008        | 0.994       |
| 3   | Chiny     | 16  | 12    | 4     | 8     | 21   | 27   | 0.778 | 1069        | 1088        | 0.983       |
| 4   | Wenezuela | 13  | 12    | 1     | 11    | 9    | 34   | 0.265 | 936         | 1047        | 0.894       |

Źródło: FIVB (ang.)
Zasady ustalania kolejności: 1. liczba zdobytych punktów; 2. wyższy stosunek setów; 3. wyższy stosunek małych punktów.
Punktacja: zwycięstwo – 2 pkt; porażka – 1 pkt
     Awans do turnieju finałowego
Wyniki spotkań
| 1. KOLEJKA |
| ---------- |

Miejsce spotkań: Beihang University Gymnasium, Pekin / Pavelló Municipal Font de Sant Lluís, Walencja
| Data       | Godz. | Drużyna 1 | Wynik | Drużyna 2 | 1     | 2     | 3     | 4     | 5    | Razem  | Czas | Widzów | *      |
| ---------- | ----- | --------- | ----- | --------- | ----- | ----- | ----- | ----- | ---- | ------ | ---- | ------ | ------ |
| 28.06.2002 | 19:30 | Chiny     | 2:3   | Włochy    | 27:25 | 23:25 | 25:18 | 11:25 | 8:15 | 94:108 | 1:50 | 5000   | raport |
| 30.06.2002 | 16:00 | Chiny     | 0:3   | Włochy    | 20:25 | 18:25 | 23:25 |       |      | 61:75  | 1:09 | 4000   | raport |
| 28.06.2002 | 20:00 | Hiszpania | 3:0   | Wenezuela | 25:21 | 25:23 | 25:21 |       |      | 75:65  | 1:26 | 4085   | raport |
| 30.06.2002 | 12:00 | Hiszpania | 3:0   | Wenezuela | 25:23 | 25:19 | 31:29 |       |      | 81:71  | 1:27 | 3020   | raport |

| 2. KOLEJKA |
| ---------- |

Miejsce spotkań: PalaBigot, Gorycja (5 lipca), Palazzo del Turismo, Jesolo (7 lipca) / Palacio de Deportes, Gijón (6 lipca), Polideportivo del Quirinal, Avilés (7 lipca)
| Data       | Godz. | Drużyna 1 | Wynik | Drużyna 2 | 1     | 2     | 3     | 4     | 5 | Razem | Czas | Widzów | *      |
| ---------- | ----- | --------- | ----- | --------- | ----- | ----- | ----- | ----- | - | ----- | ---- | ------ | ------ |
| 05.07.2002 | 20:00 | Włochy    | 3:1   | Wenezuela | 25:21 | 25:18 | 22:25 | 25:21 |   | 97:85 | 1:41 | 3100   | raport |
| 07.07.2002 | 20:30 | Włochy    | 3:0   | Wenezuela | 25:19 | 25:21 | 25:18 |       |   | 75:58 | 1:19 | 3400   | raport |
| 06.07.2002 | 12:30 | Hiszpania | 3:0   | Chiny     | 25:22 | 25:23 | 25:17 |       |   | 75:62 | 1:20 | 3100   | raport |
| 07.07.2002 | 13:00 | Hiszpania | 3:1   | Chiny     | 19:25 | 25:19 | 25:22 | 25:23 |   | 94:89 | 1:46 | 1700   | raport |

| 3. KOLEJKA |
| ---------- |

Miejsce spotkań: PalaTricalle, Chieti (12 lipca), Palazzetto dello Sport, Pesaro (14 lipca) / Domo Bolivariano, Barquisimeto (12 lipca), Domo de Cabimas, Cabimas (14 lipca)
| Data       | Godz. | Drużyna 1 | Wynik | Drużyna 2 | 1     | 2     | 3     | 4     | 5 | Razem | Czas | Widzów | *      |
| ---------- | ----- | --------- | ----- | --------- | ----- | ----- | ----- | ----- | - | ----- | ---- | ------ | ------ |
| 12.07.2002 | 19:00 | Włochy    | 3:1   | Chiny     | 20:25 | 25:23 | 25:21 | 25:21 |   | 95:90 | 1:41 | 3300   | raport |
| 14.07.2002 | 20:30 | Włochy    | 0:3   | Chiny     | 23:25 | 23:25 | 25:27 |       |   | 71:77 | 1:22 | 2100   | raport |
| 12.07.2002 | 19:30 | Wenezuela | 0:3   | Hiszpania | 18:25 | 23:25 | 16:25 |       |   | 57:75 | 1:27 | 4835   | raport |
| 14.07.2002 | 19:30 | Wenezuela | 1:3   | Hiszpania | 24:26 | 19:25 | 25:23 | 22:25 |   | 90:99 | 1:54 | 8000   | raport |

| 4. KOLEJKA |
| ---------- |

Miejsce spotkań: Domo Bolivariano, Barquisimeto (19 lipca), Domo de Cabimas, Cabimas (21 lipca) / Beihang University Gymnasium, Pekin
| Data       | Godz. | Drużyna 1 | Wynik | Drużyna 2 | 1     | 2     | 3     | 4     | 5     | Razem   | Czas | Widzów | *      |
| ---------- | ----- | --------- | ----- | --------- | ----- | ----- | ----- | ----- | ----- | ------- | ---- | ------ | ------ |
| 19.07.2002 | 19:30 | Wenezuela | 1:3   | Włochy    | 19:25 | 25:18 | 25:27 | 20:25 |       | 89:95   | 1:40 | 5200   | raport |
| 21.07.2002 | 19:30 | Wenezuela | 0:3   | Włochy    | 31:33 | 18:25 | 22:25 |       |       | 71:83   | 1:27 | 7500   | raport |
| 20.07.2002 | 19:30 | Chiny     | 2:3   | Hiszpania | 27:29 | 25:17 | 25:18 | 23:25 | 16:18 | 116:107 | 2:12 | 5000   | raport |
| 21.07.2002 | 19:30 | Chiny     | 2:3   | Hiszpania | 25:23 | 25:19 | 21:25 | 25:27 | 17:19 | 113:113 | 2:07 | 3100   | raport |

| 5. KOLEJKA |
| ---------- |

Miejsce spotkań: Pabellón Raimundo Saporta, Madryt / Beihang University Gymnasium, Pekin
| Data       | Godz. | Drużyna 1 | Wynik | Drużyna 2 | 1     | 2     | 3     | 4     | 5 | Razem | Czas | Widzów | *      |
| ---------- | ----- | --------- | ----- | --------- | ----- | ----- | ----- | ----- | - | ----- | ---- | ------ | ------ |
| 27.07.2002 | 12:00 | Hiszpania | 0:3   | Włochy    | 19:25 | 18:25 | 15:25 |       |   | 52:75 | 1:10 | 3500   | raport |
| 28.07.2002 | 12:00 | Hiszpania | 1:3   | Włochy    | 21:25 | 23:25 | 25:22 | 21:25 |   | 90:97 | 1:50 | 3950   | raport |
| 27.08.2002 | 19:30 | Chiny     | 3:0   | Wenezuela | 25:19 | 25:21 | 25:18 |       |   | 75:58 | 1:04 | 3870   | raport |
| 28.08.2002 | 19:30 | Chiny     | 3:1   | Wenezuela | 22:25 | 25:22 | 25:21 | 25:18 |   | 97:86 | 1:38 | 3395   | raport |

| 6. KOLEJKA |
| ---------- |

Miejsce spotkań: Domo Bolivariano, Barquisimeto (2 sierpnia), Domo de Cabimas, Cabimas (4 sierpnia) / PalaCatania, Katania (2 sierpnia), PalaMaggiò, Castel Morrone (4 sierpnia)
| Data       | Godz. | Drużyna 1 | Wynik | Drużyna 2 | 1     | 2     | 3     | 4     | 5     | Razem   | Czas | Widzów | *      |
| ---------- | ----- | --------- | ----- | --------- | ----- | ----- | ----- | ----- | ----- | ------- | ---- | ------ | ------ |
| 02.08.2002 | 19:30 | Wenezuela | 2:3   | Chiny     | 27:29 | 25:19 | 25:20 | 16:25 | 12:15 | 105:108 | 2:02 | 2500   | raport |
| 04.08.2002 | 19:30 | Wenezuela | 3:1   | Chiny     | 25:20 | 25:18 | 26:28 | 25:21 |       | 101:87  | 1:39 | 3300   | raport |
| 02.08.2002 | 20:30 | Włochy    | 3:1   | Hiszpania | 25:14 | 22:25 | 25:18 | 25:23 |       | 97:80   | 1:40 | 3600   | raport |
| 04.08.2002 | 20:30 | Włochy    | 3:0   | Hiszpania | 26:24 | 25:18 | 25:19 |       |       | 76:61   | 1:18 | 3950   | raport |

### Grupa C
Tabela
| Lp. | Drużyna  | Pkt | Mecze | Mecze | Mecze | Sety | Sety | Sety  | Małe punkty | Małe punkty | Małe punkty |
| Lp. | Drużyna  | Pkt | M     | W     | P     | wyg. | prz. | ratio | zdob.       | str.        | ratio       |
| --- | -------- | --- | ----- | ----- | ----- | ---- | ---- | ----- | ----------- | ----------- | ----------- |
| 1   | Rosja    | 23  | 12    | 11    | 1     | 34   | 12   | 2.833 | 1102        | 967         | 1.140       |
| 2   | Holandia | 19  | 12    | 7     | 5     | 23   | 23   | 1.000 | 1021        | 1056        | 0.967       |
| 3   | Niemcy   | 16  | 12    | 4     | 8     | 21   | 30   | 0.700 | 1145        | 1164        | 0.984       |
| 4   | Kuba     | 14  | 12    | 2     | 10    | 10   | 31   | 0.323 | 1045        | 1126        | 0.928       |

Źródło: FIVB (ang.)
Zasady ustalania kolejności: 1. liczba zdobytych punktów; 2. wyższy stosunek setów; 3. wyższy stosunek małych punktów.
Punktacja: zwycięstwo – 2 pkt; porażka – 1 pkt
     Awans do turnieju finałowego
Wyniki spotkań
| 1. KOLEJKA |
| ---------- |

Miejsce spotkań: Max-Schmeling-Halle, Berlin / Kompleks sportowy "Jubilejnyj", Petersburg
| Data       | Godz. | Drużyna 1 | Wynik | Drużyna 2 | 1     | 2     | 3     | 4     | 5     | Razem  | Czas | Widzów | *      |
| ---------- | ----- | --------- | ----- | --------- | ----- | ----- | ----- | ----- | ----- | ------ | ---- | ------ | ------ |
| 27.06.2002 | 19:30 | Niemcy    | 3:1   | Holandia  | 25:17 | 22:25 | 25:20 | 25:14 |       | 97:76  | 1:41 | 3217   | raport |
| 28.06.2002 | 19:30 | Niemcy    | 0:3   | Holandia  | 22:25 | 19:25 | 27:29 |       |       | 68:79  | 1:27 | 3415   | raport |
| 28.06.2002 | 18:00 | Rosja     | 3:0   | Kuba      | 25:21 | 25:22 | 25:18 |       |       | 75:61  | 1:19 | 4530   | raport |
| 29.06.2002 | 18:00 | Rosja     | 3:2   | Kuba      | 19:25 | 25:14 | 20:25 | 25:22 | 15:10 | 104:96 | 2:00 | 3030   | raport |

| 2. KOLEJKA |
| ---------- |

Miejsce spotkań: Pałac Sportu "Kazań", Kazań / Ahoy, Rotterdam
| Data       | Godz. | Drużyna 1 | Wynik | Drużyna 2 | 1     | 2     | 3     | 4     | 5     | Razem   | Czas | Widzów | *      |
| ---------- | ----- | --------- | ----- | --------- | ----- | ----- | ----- | ----- | ----- | ------- | ---- | ------ | ------ |
| 05.07.2002 | 18:00 | Rosja     | 3:2   | Niemcy    | 25:27 | 25:22 | 25:21 | 30:32 | 17:15 | 122:117 | 2:21 | 4980   | raport |
| 06.07.2002 | 16:00 | Rosja     | 1:3   | Niemcy    | 18:25 | 25:17 | 23:25 | 17:25 |       | 83:92   | 1:47 | 4880   | raport |
| 05.07.2002 | 20:00 | Holandia  | 3:1   | Kuba      | 25:15 | 24:26 | 25:17 | 25:18 |       | 99:76   | 1:28 | 3170   | raport |
| 06.07.2002 | 20:00 | Holandia  | 3:1   | Kuba      | 25:17 | 23:25 | 25:20 | 29:27 |       | 102:89  | 1:42 | 4100   | raport |

| 3. KOLEJKA |
| ---------- |

Miejsce spotkań: Indoor-Sportcentrum Eindhoven, Eindhoven / Coliseo de la Ciudad Deportiva, Hawana
| Data       | Godz. | Drużyna 1 | Wynik | Drużyna 2 | 1     | 2     | 3     | 4     | 5 | Razem | Czas | Widzów | *      |
| ---------- | ----- | --------- | ----- | --------- | ----- | ----- | ----- | ----- | - | ----- | ---- | ------ | ------ |
| 12.07.2002 | 20:00 | Holandia  | 1:3   | Rosja     | 12:25 | 25:23 | 20:25 | 17:25 |   | 74:98 | 1:36 | 1950   | raport |
| 13.07.2002 | 20:00 | Holandia  | 0:3   | Rosja     | 19:25 | 27:29 | 18:25 |       |   | 64:79 | 1:22 | 2600   | raport |
| 12.07.2002 | 20:40 | Kuba      | 3:1   | Niemcy    | 17:25 | 25:21 | 28:26 | 25:21 |   | 95:93 | 1:49 | 5809   | raport |
| 13.07.2002 | 20:40 | Kuba      | 3:0   | Niemcy    | 25:22 | 25:23 | 26:24 |       |   | 76:69 | 1:29 | 6032   | raport |

| 4. KOLEJKA |
| ---------- |

Miejsce spotkań: MartiniPlaza, Groningen / Coliseo de la Ciudad Deportiva, Hawana
| Data       | Godz. | Drużyna 1 | Wynik | Drużyna 2 | 1     | 2     | 3     | 4     | 5     | Razem   | Czas | Widzów | *      |
| ---------- | ----- | --------- | ----- | --------- | ----- | ----- | ----- | ----- | ----- | ------- | ---- | ------ | ------ |
| 19.07.2002 | 20:00 | Holandia  | 3:2   | Niemcy    | 27:25 | 25:19 | 22:25 | 23:25 | 15:12 | 112:106 | 2:02 | 1400   | raport |
| 20.07.2002 | 20:00 | Holandia  | 3:1   | Niemcy    | 19:25 | 25:21 | 25:23 | 25:21 |       | 94:90   | 1:39 | 1800   | raport |
| 19.07.2002 | 20:40 | Kuba      | 1:3   | Rosja     | 25:21 | 20:25 | 19:25 | 18:25 |       | 82:96   | 1:45 | 13200  | raport |
| 20.07.2002 | 20:40 | Kuba      | 0:3   | Rosja     | 19:25 | 22:25 | 19:25 |       |       | 60:75   | 1:15 | 7800   | raport |

| 5. KOLEJKA |
| ---------- |

Miejsce spotkań: Coliseo de la Ciudad Deportiva, Hawana  / Messehalle 6 (RheinHalle), Düsseldorf
| Data       | Godz. | Drużyna 1 | Wynik | Drużyna 2 | 1     | 2     | 3     | 4     | 5     | Razem   | Czas | Widzów | *      |
| ---------- | ----- | --------- | ----- | --------- | ----- | ----- | ----- | ----- | ----- | ------- | ---- | ------ | ------ |
| 26.07.2002 | 20:40 | Kuba      | 1:3   | Holandia  | 22:25 | 20:25 | 26:24 | 23:25 |       | 91:99   | 1:46 | 5500   | raport |
| 27.07.2002 | 20:40 | Kuba      | 2:3   | Holandia  | 20:25 | 25:17 | 21:25 | 25:22 | 11:15 | 102:104 | 1:59 | 3,900  | raport |
| 27.07.2002 | 14:00 | Niemcy    | 1:3   | Rosja     | 13:25 | 26:28 | 25:18 | 33:35 |       | 97:106  | 2:00 | 3100   | raport |
| 28.07.2002 | 11:00 | Niemcy    | 2:3   | Rosja     | 18:25 | 26:24 | 22:25 | 25:13 | 15:17 | 106:104 | 2:17 | 2300   | raport |

| 6. KOLEJKA |
| ---------- |

Miejsce spotkań: Pałac Sportu "Kosmos", Biełgorod / Arena Leipzig, Lipsk
| Data       | Godz. | Drużyna 1 | Wynik | Drużyna 2 | 1     | 2     | 3     | 4     | 5     | Razem   | Czas | Widzów | *      |
| ---------- | ----- | --------- | ----- | --------- | ----- | ----- | ----- | ----- | ----- | ------- | ---- | ------ | ------ |
| 02.08.2002 | 18:00 | Rosja     | 3:0   | Holandia  | 25:19 | 25:15 | 35:33 |       |       | 85:67   | 1:22 | 5012   | raport |
| 03.08.2002 | 18:00 | Rosja     | 3:0   | Holandia  | 25:14 | 25:20 | 25:17 |       |       | 75:51   | 1:05 | 4900   | raport |
| 03.08.2002 | 15:00 | Niemcy    | 3:2   | Kuba      | 25:20 | 24:26 | 25:23 | 19:25 | 20:18 | 113:112 | 2:24 | 5195   | raport |
| 04.08.2002 | 11:00 | Niemcy    | 3:2   | Kuba      | 25:23 | 17:25 | 15:25 | 25:19 | 15:13 | 97:105  | 2:00 | 5427   | raport |

### Grupa D
Tabela 
| Lp. | Drużyna    | Pkt | Mecze | Mecze | Mecze | Sety | Sety | Sety  | Małe punkty | Małe punkty | Małe punkty |
| Lp. | Drużyna    | Pkt | M     | W     | P     | wyg. | prz. | ratio | zdob.       | str.        | ratio       |
| --- | ---------- | --- | ----- | ----- | ----- | ---- | ---- | ----- | ----------- | ----------- | ----------- |
| 1   | Francja    | 21  | 12    | 9     | 3     | 29   | 18   | 1.611 | 1094        | 1028        | 1.064       |
| 2   | Jugosławia | 20  | 12    | 8     | 4     | 29   | 17   | 1.706 | 1056        | 985         | 1.072       |
| 3   | Grecja     | 18  | 12    | 6     | 6     | 23   | 23   | 1.000 | 1045        | 1025        | 1.020       |
| 4   | Japonia    | 13  | 12    | 1     | 11    | 11   | 34   | 0.324 | 946         | 1103        | 0.858       |

Źródło: FIVB (ang.)
Zasady ustalania kolejności: 1. liczba zdobytych punktów; 2. wyższy stosunek setów; 3. wyższy stosunek małych punktów.
Punktacja: zwycięstwo – 2 pkt; porażka – 1 pkt
     Awans do turnieju finałowego
Wyniki spotkań
| 1. KOLEJKA |
| ---------- |

Miejsce spotkań: Stade Pierre de Coubertin, Paryż (28 czerwca), Palais des Sports, Dijon (29 czerwca) / Hala sportowa Chalkiopuliu, Lamia (28 czerwca), Hala sportowa Neapolis, Larisa (30 czerwca)
| Data       | Godz. | Drużyna 1 | Wynik | Drużyna 2  | 1     | 2     | 3     | 4     | 5 | Razem | Czas | Widzów | *      |
| ---------- | ----- | --------- | ----- | ---------- | ----- | ----- | ----- | ----- | - | ----- | ---- | ------ | ------ |
| 28.06.2002 | 18:00 | Francja   | 3:0   | Jugosławia | 25:21 | 25:22 | 25:18 |       |   | 75:61 | 1:22 | 2385   | raport |
| 29.06.2002 | 18:00 | Francja   | 3:1   | Jugosławia | 19:25 | 25:20 | 25:22 | 25:18 |   | 94:85 | 1:42 | 3020   | raport |
| 28.06.2002 | 22:00 | Grecja    | 3:0   | Japonia    | 25:17 | 25:19 | 25:23 |       |   | 75:59 | 1:28 | 3729   | raport |
| 30.06.2002 | 22:00 | Grecja    | 3:1   | Japonia    | 20:25 | 25:22 | 25:22 | 26:24 |   | 96:93 | 2:01 | 3715   | raport |

| 2. KOLEJKA |
| ---------- |

Miejsce spotkań: Sportski centar Morača, Podgorica (5 lipca), Hala Pionir, Belgrad (7 lipca) / Yoyogi National Gymnasium, Tokio
| Data       | Godz. | Drużyna 1  | Wynik | Drużyna 2 | 1     | 2     | 3     | 4     | 5     | Razem   | Czas | Widzów | *      |
| ---------- | ----- | ---------- | ----- | --------- | ----- | ----- | ----- | ----- | ----- | ------- | ---- | ------ | ------ |
| 05.07.2002 | 20:15 | Jugosławia | 3:0   | Grecja    | 25:19 | 25:22 | 25:19 |       |       | 75:60   | 1:19 | 2600   | raport |
| 07.07.2002 | 20:15 | Jugosławia | 2:3   | Grecja    | 19:25 | 25:23 | 24:26 | 25:20 | 14:16 | 107:110 | 2:19 | 4500   | raport |
| 06.07.2002 | 15:00 | Japonia    | 0:3   | Francja   | 35:37 | 20:25 | 18:25 |       |       | 73:87   | 1:25 | 5590   | raport |
| 07.07.2002 | 14:00 | Japonia    | 1:3   | Francja   | 16:25 | 22:25 | 25:23 | 21:25 |       | 84:98   | 1:10 | 5073   | raport |

| 3. KOLEJKA |
| ---------- |

Miejsce spotkań: Hala sportowa Chalkiopuliu, Lamia (12 lipca), Hala sportowa Neapolis, Larisa (14 lipca) / Hala Pionir, Belgrad (13 lipca), SPC "Wojwodina", Nowy Sad (14 lipca)
| Data       | Godz. | Drużyna 1  | Wynik | Drużyna 2 | 1     | 2     | 3     | 4     | 5     | Razem   | Czas | Widzów | *      |
| ---------- | ----- | ---------- | ----- | --------- | ----- | ----- | ----- | ----- | ----- | ------- | ---- | ------ | ------ |
| 12.07.2002 | 21:00 | Grecja     | 2:3   | Francja   | 27:29 | 25:22 | 20:25 | 25:21 | 13:15 | 110:112 | 2:20 | 3300   | raport |
| 14.07.2002 | 21:00 | Grecja     | 3:0   | Francja   | 25:12 | 25:21 | 25:23 |       |       | 75:56   | 1:20 | 3900   | raport |
| 13.07.2002 | 20:15 | Jugosławia | 3:0   | Japonia   | 25:13 | 25:17 | 25:20 |       |       | 75:50   | 1:10 | 3475   | raport |
| 14.07.2002 | 20:15 | Jugosławia | 3:0   | Japonia   | 25:20 | 25:15 | 25:20 |       |       | 75:55   | 1:12 | 5500   | raport |

| 4. KOLEJKA |
| ---------- |

Miejsce spotkań: Steredenn, Saint-Brieuc / Centrum Sportowe "Filipos Amiridis", Ksanti
| Data  | Godz. | Drużyna 1 | Wynik | Drużyna 2  | 1     | 2     | 3     | 4     | 5     | Razem   | Czas | Widzów | *      |
| ----- | ----- | --------- | ----- | ---------- | ----- | ----- | ----- | ----- | ----- | ------- | ---- | ------ | ------ |
| 19.07 | 20:00 | Francja   | 3:2   | Japonia    | 22:25 | 25:21 | 26:28 | 25:14 | 15:7  | 113:95  | 2:05 | 1805   | raport |
| 20.07 | 20:00 | Francja   | 3:1   | Japonia    | 25:14 | 27:29 | 25:18 | 25:23 |       | 102:84  | 1:44 | 1944   | raport |
| 21.07 | 21:00 | Grecja    | 0:3   | Jugosławia | 17:25 | 22:25 | 27:29 |       |       | 66:79   | 1:22 | 3850   | raport |
| 22.07 | 21:00 | Grecja    | 2:3   | Jugosławia | 25:19 | 23:25 | 19:25 | 25:18 | 14:16 | 106:103 | 2:03 | 3700   | raport |

| 5. KOLEJKA |
| ---------- |

Miejsce spotkań: Palais des Sports, Castelnau-le-Lez / Osaka Municipal Central Gymnasium, Osaka
| Data       | Godz. | Drużyna 1 | Wynik | Drużyna 2  | 1     | 2     | 3     | 4     | 5     | Razem   | Czas | Widzów | *      |
| ---------- | ----- | --------- | ----- | ---------- | ----- | ----- | ----- | ----- | ----- | ------- | ---- | ------ | ------ |
| 26.07.2002 | 20:00 | Francja   | 1:3   | Grecja     | 20:25 | 17:25 | 25:17 | 24:26 |       | 86:93   | 1:46 | 2100   | raport |
| 27.07.2002 | 20:00 | Francja   | 3:0   | Grecja     | 25:21 | 25:21 | 25:23 |       |       | 75:65   | 1:20 | 1950   | raport |
| 27.07.2002 | 15:00 | Japonia   | 2:3   | Jugosławia | 25:23 | 21:25 | 23:25 | 27:25 | 10:15 | 106:113 | 2:01 | 5200   | raport |
| 28.07.2002 | 14:00 | Japonia   | 0:3   | Jugosławia | 17:25 | 22:25 | 28:30 |       |       | 67:80   | 1:18 | 5040   | raport |

| 6. KOLEJKA |
| ---------- |

Miejsce spotkań: Sportski centar Morača, Podgorica (2 sierpnia), SPC "Wojwodina", Nowy Sad (4 sierpnia) / Toyama City Gymnasium, Toyama
| Data       | Godz. | Drużyna 1  | Wynik | Drużyna 2 | 1     | 2     | 3     | 4     | 5     | Razem   | Czas | Widzów | *      |
| ---------- | ----- | ---------- | ----- | --------- | ----- | ----- | ----- | ----- | ----- | ------- | ---- | ------ | ------ |
| 02.08.2002 | 20:15 | Jugosławia | 2:3   | Francja   | 25:20 | 23:25 | 21:25 | 25:19 | 11:15 | 105:104 | 2:10 | 3500   | raport |
| 04.08.2002 | 20:15 | Jugosławia | 3:1   | Francja   | 19:25 | 29:27 | 25:22 | 25:18 |       | 98:92   | 1:53 | 8600   | raport |
| 03.08.2002 | 15:00 | Japonia    | 1:3   | Grecja    | 22:25 | 25:23 | 23:25 | 16:25 |       | 86:98   | 1:47 | 4045   | raport |
| 04.08.2002 | 14:00 | Japonia    | 3:1   | Grecja    | 19:25 | 25:21 | 25:23 | 25:22 |       | 94:91   | 1:46 | 4150   | raport |

## Turniej finałowy
Miejsce turnieju:  Brazylia – Mineirinho, Belo Horizonte (wszystkie mecze oprócz meczów grupy E) / Ginásio de Esportes Geraldo Magalhães, Recife (grupa E)

Wszystkie godziny według strefy czasowej UTC−03:00.

### Rozgrywki grupowe

#### Grupa E
Tabela 
| Lp. | Drużyna   | Pkt | Mecze | Mecze | Mecze | Sety | Sety | Sety  | Małe punkty | Małe punkty | Małe punkty |
| Lp. | Drużyna   | Pkt | M     | W     | P     | wyg. | prz. | ratio | zdob.       | str.        | ratio       |
| --- | --------- | --- | ----- | ----- | ----- | ---- | ---- | ----- | ----------- | ----------- | ----------- |
| 1   | Brazylia  | 6   | 3     | 3     | 0     | 9    | 1    | 9.000 | 249         | 214         | 1.164       |
| 2   | Rosja     | 4   | 3     | 1     | 2     | 5    | 6    | 0.833 | 256         | 255         | 1.004       |
| 3   | Hiszpania | 4   | 3     | 1     | 2     | 5    | 8    | 0.625 | 285         | 308         | 0.925       |
| 4   | Holandia  | 4   | 3     | 1     | 2     | 3    | 7    | 0.429 | 225         | 238         | 0.945       |

Źródło: FIVB (ang.)
Zasady ustalania kolejności: 1. liczba zdobytych punktów; 2. wyższy stosunek setów; 3. wyższy stosunek małych punktów.
Punktacja: zwycięstwo – 2 pkt; porażka – 1 pkt
     Awans do półfinału
Wyniki spotkań
| Data       | Godz. | Drużyna 1 | Wynik | Drużyna 2 | 1     | 2     | 3     | 4     | 5     | Razem   | Czas | Widzów | *      |
| ---------- | ----- | --------- | ----- | --------- | ----- | ----- | ----- | ----- | ----- | ------- | ---- | ------ | ------ |
| 13.08.2002 | 15:30 | Brazylia  | 3:1   | Hiszpania | 25:17 | 21:25 | 25:18 | 25:21 |       | 96:81   | 1:47 | 8700   | raport |
| 13.08.2002 | 18:00 | Rosja     | 3:0   | Holandia  | 25:22 | 25:22 | 25:17 |       |       | 75:61   | 1:14 | 1500   | raport |
| 14.08.2002 | 15:30 | Brazylia  | 3:0   | Holandia  | 25:23 | 25:18 | 25:23 |       |       | 75:64   | 1:17 | 10100  | raport |
| 14.08.2002 | 18:00 | Rosja     | 2:3   | Hiszpania | 21:25 | 25:23 | 24:26 | 25:23 | 17:19 | 112:116 | 2:18 | 2250   | raport |
| 15.08.2002 | 15:30 | Brazylia  | 3:0   | Rosja     | 25:23 | 28:26 | 25:20 |       |       | 78:69   | 1:23 | 16500  | raport |
| 15.08.2002 | 18:00 | Holandia  | 3:1   | Hiszpania | 25:20 | 25:27 | 25:23 | 25:18 |       | 100:88  | 1:45 | 2500   | raport |

#### Grupa F
Tabela 
| Lp. | Drużyna    | Pkt | Mecze | Mecze | Mecze | Sety | Sety | Sety  | Małe punkty | Małe punkty | Małe punkty |
| Lp. | Drużyna    | Pkt | M     | W     | P     | wyg. | prz. | ratio | zdob.       | str.        | ratio       |
| --- | ---------- | --- | ----- | ----- | ----- | ---- | ---- | ----- | ----------- | ----------- | ----------- |
| 1   | Włochy     | 6   | 3     | 3     | 0     | 9    | 3    | 3.000 | 283         | 238         | 1.189       |
| 2   | Jugosławia | 5   | 3     | 2     | 1     | 8    | 3    | 2.667 | 256         | 222         | 1.153       |
| 3   | Polska     | 4   | 3     | 1     | 2     | 4    | 6    | 0.667 | 207         | 239         | 0.866       |
| 4   | Francja    | 3   | 3     | 0     | 3     | 0    | 9    | 0.000 | 181         | 228         | 0.794       |

Źródło: FIVB (ang.)
Zasady ustalania kolejności: 1. liczba zdobytych punktów; 2. wyższy stosunek setów; 3. wyższy stosunek małych punktów.
Punktacja: zwycięstwo – 2 pkt; porażka – 1 pkt
     Awans do półfinału
Wyniki spotkań
| Data       | Godz. | Drużyna 1  | Wynik | Drużyna 2 | 1     | 2     | 3     | 4     | 5     | Razem   | Czas | Widzów | *      |
| ---------- | ----- | ---------- | ----- | --------- | ----- | ----- | ----- | ----- | ----- | ------- | ---- | ------ | ------ |
| 13.08.2002 | 17:30 | Włochy     | 3:0   | Francja   | 25:14 | 25:23 | 25:21 |       |       | 75:58   | 1:05 | 471    | raport |
| 13.08.2002 | 20:00 | Jugosławia | 3:0   | Polska    | 25:20 | 25:22 | 25:13 |       |       | 75:55   | 1:08 | 1220   | raport |
| 14.08.2002 | 17:30 | Włochy     | 3:1   | Polska    | 22:25 | 25:19 | 25:15 | 25:15 |       | 97:74   | 1:29 | 1170   | raport |
| 14.08.2002 | 20:00 | Jugosławia | 3:0   | Francja   | 25:19 | 25:20 | 25:17 |       |       | 75:56   | 1:09 | 970    | raport |
| 15.08.2002 | 17:30 | Jugosławia | 2:3   | Włochy    | 25:22 | 23:25 | 18:25 | 25:22 | 15:17 | 106:111 | 1:56 | 3420   | raport |
| 15.08.2002 | 20:00 | Francja    | 0:3   | Polska    | 26:28 | 23:25 | 18:25 |       |       | 67:78   | 1:16 | 1170   | raport |

### Półfinały
| Data       | Godz. | Drużyna 1 | Wynik | Drużyna 2  | 1     | 2     | 3     | 4     | 5     | Razem  | Czas | Widzów | *      |
| ---------- | ----- | --------- | ----- | ---------- | ----- | ----- | ----- | ----- | ----- | ------ | ---- | ------ | ------ |
| 17.08.2002 | 10:00 | Brazylia  | 3:2   | Jugosławia | 25:27 | 25:19 | 25:12 | 21:25 | 18:16 | 114:99 | 2:05 | 14600  | raport |
| 17.08.2002 | 12:40 | Rosja     | 3:1   | Włochy     | 23:25 | 25:19 | 25:20 | 25:22 |       | 98:86  | 1:34 | 2650   | raport |

### Mecz o 3. miejsce
| Data       | Godz. | Drużyna 1  | Wynik | Drużyna 2 | 1     | 2     | 3     | 4     | 5 | Razem  | Czas | Widzów | *      |
| ---------- | ----- | ---------- | ----- | --------- | ----- | ----- | ----- | ----- | - | ------ | ---- | ------ | ------ |
| 18.08.2002 | 9:00  | Jugosławia | 3:1   | Włochy    | 28:26 | 29:27 | 23:25 | 25:21 |   | 105:99 | 1:41 | 17450  | raport |

### Finał
| Data       | Godz. | Drużyna 1 | Wynik | Drużyna 2 | 1     | 2     | 3     | 4     | 5 | Razem | Czas | Widzów | *      |
| ---------- | ----- | --------- | ----- | --------- | ----- | ----- | ----- | ----- | - | ----- | ---- | ------ | ------ |
| 18.08.2002 | 11:30 | Brazylia  | 1:3   | Rosja     | 21:25 | 23:25 | 25:22 | 17:25 |   | 86:97 | 1:47 | 21393  | raport |

## Klasyfikacja końcowa
| Miejsce | Reprezentacja |
| ------- | ------------- |
| złoto   | Rosja         |
| srebro  | Brazylia      |
| brąz    | Jugosławia    |
| 4.      | Włochy        |
| 5.      | Polska        |
| 5.      | Hiszpania     |
| 7.      | Holandia      |
| 7.      | Francja       |
| 9.      | Grecja        |
| 9.      | Niemcy        |
| 9.      | Chiny         |
| 9.      | Argentyna     |
| 13.     | Kuba          |
| 13.     | Japonia       |
| 13.     | Portugalia    |
| 13.     | Wenezuela     |

| ZWYCIĘZCA LIGI ŚWIATOWEJ 2002 ROSJA Skład zwycięzców Wadim Chamutckich, Rusłan Olikwer, Pawieł Abramow, Eugeni Mitkow, Siergiej Tietiuchin, Roman Jakowlew, Konstantin Uszakow, Taras Chtiej, Andriej Jegorczew, Aleksandr Kosariew, Aleksandr Gierasimow, Aleksiej Kuleszow Trener: Guennadi Chipouline |

## Nagrody indywidualne
| Najlepszy zawodnik (MVP) | Najlepszy punktujący | Najlepszy atakujący | Najlepszy blokujący | Najlepszy zagrywający | Najlepszy przyjmujący | Najlepszy broniący  | Najlepszy rozgrywający |
| ------------------------ | -------------------- | ------------------- | ------------------- | --------------------- | --------------------- | ------------------- | ---------------------- |
| Ivan Miljković           | Ivan Miljković       | Pawieł Abramow      | Aleksiej Kuleszow   | Wadim Chamuckich      | Pawieł Abramow        | Sérgio Dutra Santos | Wadim Chamuckich       |